# Israel Rodríguez (aktor)
Israel Rodríguez, właściwie Israel Rodríguez Sastre (ur. 20 marca 1982 w Madrycie) – hiszpański aktor filmowy i telewizyjny.
Debiutował w telewizji mając zaledwie trzynaście lat w serialu Apteka na straży (Farmacia de guardia, 1995). Za rolę Guillermo w krótkometrażowej 17-minutowej komedii Męska kompania (En malas compañías, 2000) otrzymał nagrodę ‘Caja de Madrid’ na festiwalu filmów krótkometrażowych w Alcalá de Henares. Wystąpił także na scenie w spektaklach: José Pascuala Trzy prowokujące akty (Tres actos desafiantes) i Gustavo Tambadsio Zamężne żony Windsoru (Las alegres comadres de Windsor).

## Filmografia

### Filmy kinowe
- 2007: Tajne (Clandestinos) jako Xabi
- 2007: Nie mów nic (No digas nada) jako Sergio
- 2003: Czas burzy (Tiempo de tormenta) jako Chico
- 2002: Kamienie (Piedras) jako Camello
- 2001: Co masz zrobić dla miłości? (¿Tú que harías por amor?) jako Santos
- 2001: Lena jako Toño
- 1999: Bądźcie znowu razem (Cuando vuelvas a mi lado) jako Dorosły Santos
- 1997: Ptaszek (Pajarico) jako Emilio

### Filmy TV
- 2005: Sprint especial jako Roberto
- 2003: Tajemnica bohatera (El Secreto del héroe) jako Jorge

### Seriale TV
- 2006-2008: Jestem Bea (Yo soy Bea) jako Jota López
- 2006: Mi querido Klikowsky jako Jota López
- 2004: Komisarz (El Comisario) jako Toto Moreno Hurtado
- 2004: Prawie doskonały (Casi perfectos) jako Quiqu
- 2004: Krok naprzód (Un Paso adelante) jako Friqui
- 2003: Teraz bohaterowie nie palą (Ahora los héroes no fuman)
- 2002-2003: Javier już żyje samodzielnie (Javier ya no vive solo) jako Rodrigo
- 2001: Arrayán
- 2000: Raquel busca su sitio
- 2000: Komisarz (El Comisario) jako Toto Moreno Hurtado
- 2000: Szpital Centralny (Hospital Central)
- 2000: Compañeros jako Lucas
- 2000: Robles, prywatny badacz (Robles investigador privado)
- 2000: Dziennikarze (Periodistas) jako Atracador
- 2000: Grupa (El grupo) jako przyjaciel Fidela
- 1999: Komisarz (El Comisario) jako Toto Moreno Hurtado
- 1998: Café con leche
- 1997-98: Przy wychodzeniu z klasy (Al salir de clase) jako Rafa
- 1997: Super (El super)
- 1997: Drogi nauczycielu (Querido maestro)
- 1995: Apteka na straży (Farmacia de guardia)

### Filmy krótkometrażowe
- 2007: Syn (Hijo)
- 2005: Pięć skorpionów (5 escorpiones)
- 2004: Absurd (El Despropósito)
- 2002: Gol! (¡Gol!)
- 2001: Oglądanie jest grzechem (Mirar es un pecado)
- 2000: Męska kompania (En malas compañías) jako Guillermo